# Robert Spitzer
Robert Leopold Spitzer (22. května 1932 New York – 25. prosince 2015 Seattle) byl americký psychiatr a profesor psychiatrie na Kolumbijské univerzitě v New Yorku. Významnou měrou se podílel na vývoji Diagnostického a statistického manuálu mentálních poruch. Emeritní profesor Allen Frances, editor pozdějších vydání manuálu, uvedl pro The Times, že Spitzer „byl zdaleka nejvlivnější psychiatr své doby.“
V roce 1973 se mimo jiné zasloužil o vyloučení homosexuality z manuálu. Na základě setkání s aktivisty gay hnutí se záležitosti věnoval a dospěl ke zjištění, že homosexualita nemůže být považována za poruchu, jestliže je většina gayů se svou orientací plně spokojena a nepůsobí jim potíže. V roce 2012 se veřejně omluvil za svou studii z roku 2001 o takzvané reparativní terapii, umožňující změnu orientace homosexuálních osob, pokud si to opravdu přejí. Připustil, že studie měla vážné nedostatky a dospěla k chybným závěrům.
Jeho manželkou byla profesorka Kolumbijské univerzity Janet Williamsová, s níž spolupracoval i na třetím vydání manuálu mentálních poruch (1980). Zemřel v pátek 25. prosince 2015 v Seattlu kvůli problémům se srdcem.